# Ashes Tour 1956
Die Ashes Tour 1956 war die Tour der australischen Cricket-Nationalmannschaft, die die 40. Austragung der Ashes beinhaltete, und wurde zwischen dem 7. Juni und 28. August 1956 ausgetragen. Die internationale Cricket-Tour war Teil der internationalen Cricket-Saison 1956 und umfasste fünf Test-Matches. England gewann die Serie 2–1.

## Vorgeschichte
Für beide Mannschaften war es die erste Tour der Saison.
Das letzte Aufeinandertreffen der beiden Mannschaften bei einer Tour fand in der Saison 1954/55 in Australien statt.

## Stadien
Die folgenden Stadien wurden für die Tour als Austragungsort vorgesehen.
| Stadion                     | Stadt      | Kapazität | Spiele  |
| --------------------------- | ---------- | --------- | ------- |
| Headingley Stadium          | Leeds      | 17.000    | 3. Test |
| The Oval                    | London     | 23.500    | 5. Test |
| Lord’s Cricket Ground       | London     | 30.000    | 2. Test |
| Old Trafford Cricket Ground | Manchester | 19.000    | 4. Test |
| Trent Bridge                | Nottingham | 15.350    | 1. Test |

## Kaderlisten
Die Mannschaften benannten die folgenden Kader.
| Test | Test |
| England | Australien |
| --- | --- |
| - Peter May (K) - Bob Appleyard - Trevor Bailey - Denis Compton - Colin Cowdrey - Godfrey Evans (wk) - Tom Graveney - Doug Insole - Jim Laker - Tony Lock - Alan Moss - Alan Oakman - Peter Richardson - David Sheppard - Brian Statham - Fred Trueman - Frank Tyson - Johnny Wardle - Cyril Washbrook - Willie Watson | - Ian Johnson (K) - Ron Archer - Richie Benaud - Peter Burge - Jim Burke - Ian Craig - Colin Crawford - Alan Davidson - Neil Harvey - Gil Langley (wk) - Ray Lindwall - Ken Mackay - Len Maddocks (wk) - Colin McDonald - Keith Miller |

## Tour Matches
Australien spielte acht Tour Matches während der Tour.

## Tests

### Erster Test in Nottingham
| 7. – 12. Juni Scorecard | Nottingham | England 217-8d (103.4) & 188-3d (61) | – | Australien 148 (83.1) & 120-3 (86) |
|                         |            | Remis                                |   |                                    |

England gewann den Münzwurf und entschied sich als Schlagmannschaft zu beginnen.

### Zweiter Test in London
| 21. – 26. Juni Scorecard | London (Lord’s) | Australien 285 (146.1) & 257 (92.5) | – | England 171 (82) & 186 (99.2) |
|                          |                 | Australien gewinnt mit 185 Runs     |   |                               |

Australien gewann den Münzwurf und entschied sich als Schlagmannschaft zu beginnen.

### Dritter Test in Leeds
| 12. – 17. Juli Scorecard | Leeds | England 325 (167.4)                           | – | Australien 143 (71.1) & 140 (99.3) (f/o) |
|                          |       | England gewinnt mit einem Innings und 42 Runs |   |                                          |

England gewann den Münzwurf und entschied sich als Schlagmannschaft zu beginnen.

### Vierter Test in Manchester
| 26. – 31. Juli Scorecard | Manchester | England 459 (158.3)                            | – | Australien 84 (40.4) & 205 (150.2) (f/o) |
|                          |            | England gewinnt mit einem innings und 170 Runs |   |                                          |

England gewann den Münzwurf und entschied sich als Schlagmannschaft zu beginnen.

### Fünfter Test in London
| 23. – 28. August Scorecard | London (Oval) | England 247 (109.2) & 182-3d (61) | – | Australien 202 (92) & 27-5 (38.1) |
|                            |               | Remis                             |   |                                   |

England gewann den Münzwurf und entschied sich als Schlagmannschaft zu beginnen.